# 알류트어
알류트어(알류트어: Unangam Tunuu, 영어: Aleut language)는 에스키모-알류트어족에 속하며 에스키모 제어와 나란히 독자적인 어파를 구성한다. 알류트 제도의 원주민인 알류트족의 언어로, 알류트 제도를 비롯하여 프리빌로프 제도, 코만도르스키예 제도, 알래스카반도, 캄차카반도 등에 분포해 있다.
동부 방언, 아트카 방언, 아투아 방언의 총 세 방언이 있었는데, 이 중 아투아 방언은 사멸했으며 나머지 방언도 사멸 위기에 처해있다. 대부분의 알류트계 사람들은 더 이상 알류트어를 사용하지 않는다.
문법은 다른 에스키모 알류트 언어들처럼 포합어적 특징을 가지고 있다. 음운에는 강세와 장단음 구분이 있다.

## 같이 보기
- 알류트족
- 알류트 제도
- 에스키모-알류트어족